# 欧罗非洲蜥蜴属
欧罗非洲蜥蜴属（学名：Ouroborus），也称环甲绳蜥属，是非洲蜥蜴科的一属。

## 下属物种
本属包括以下物种：
- Ouroborus cataphractus (Boie, 1828)[2]

## 保育狀況
本属所有种均被列為《瀕危野生動植物種國際貿易公約》附錄二的物種，被限制出口及貿易。